# Lankiveil Labyrinthus
Il Lankiveil Labyrinthus è una formazione geologica della superficie di Titano.